# Warfvinges väg

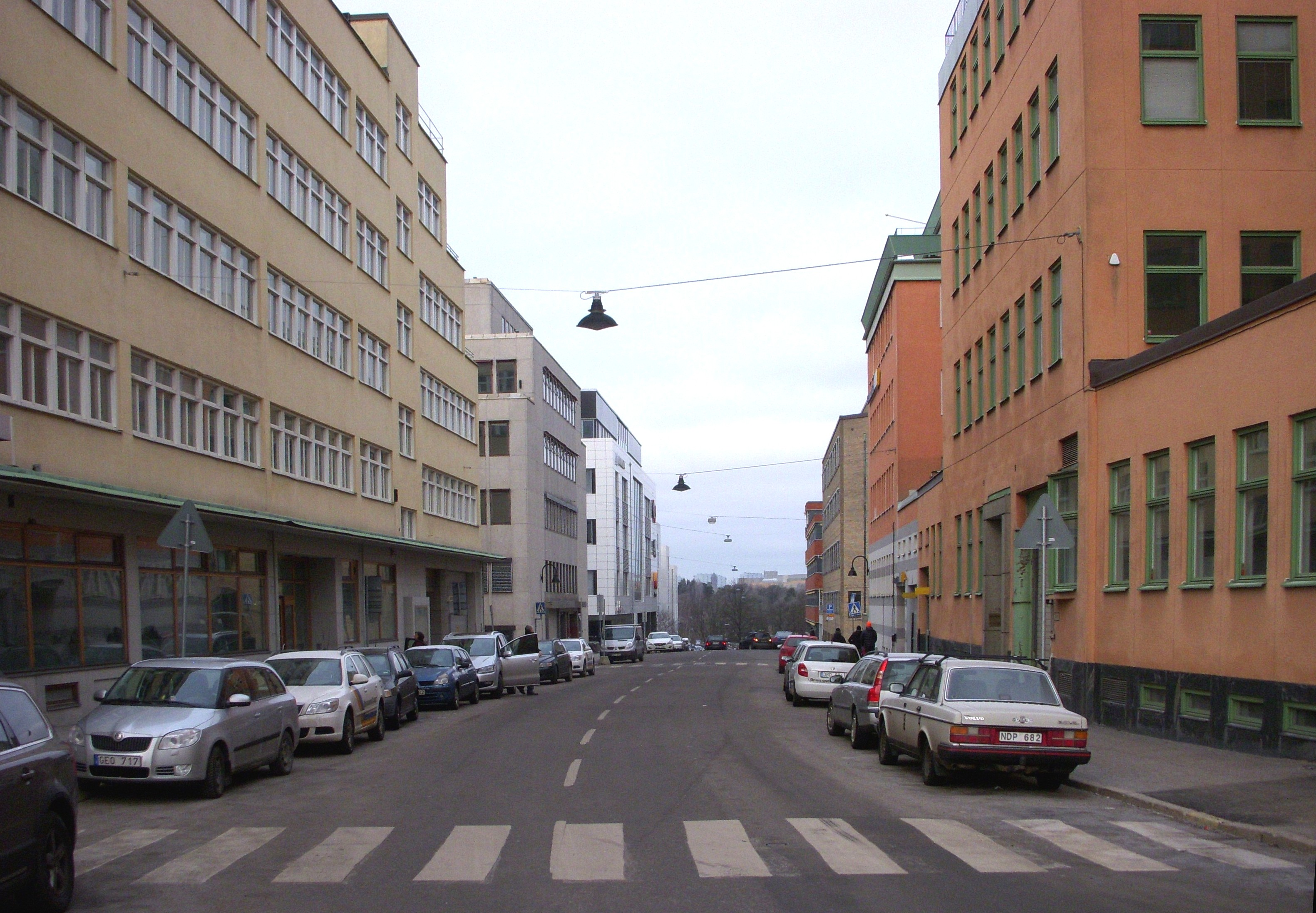
Warfvinges väg mot norr, januari 2012.

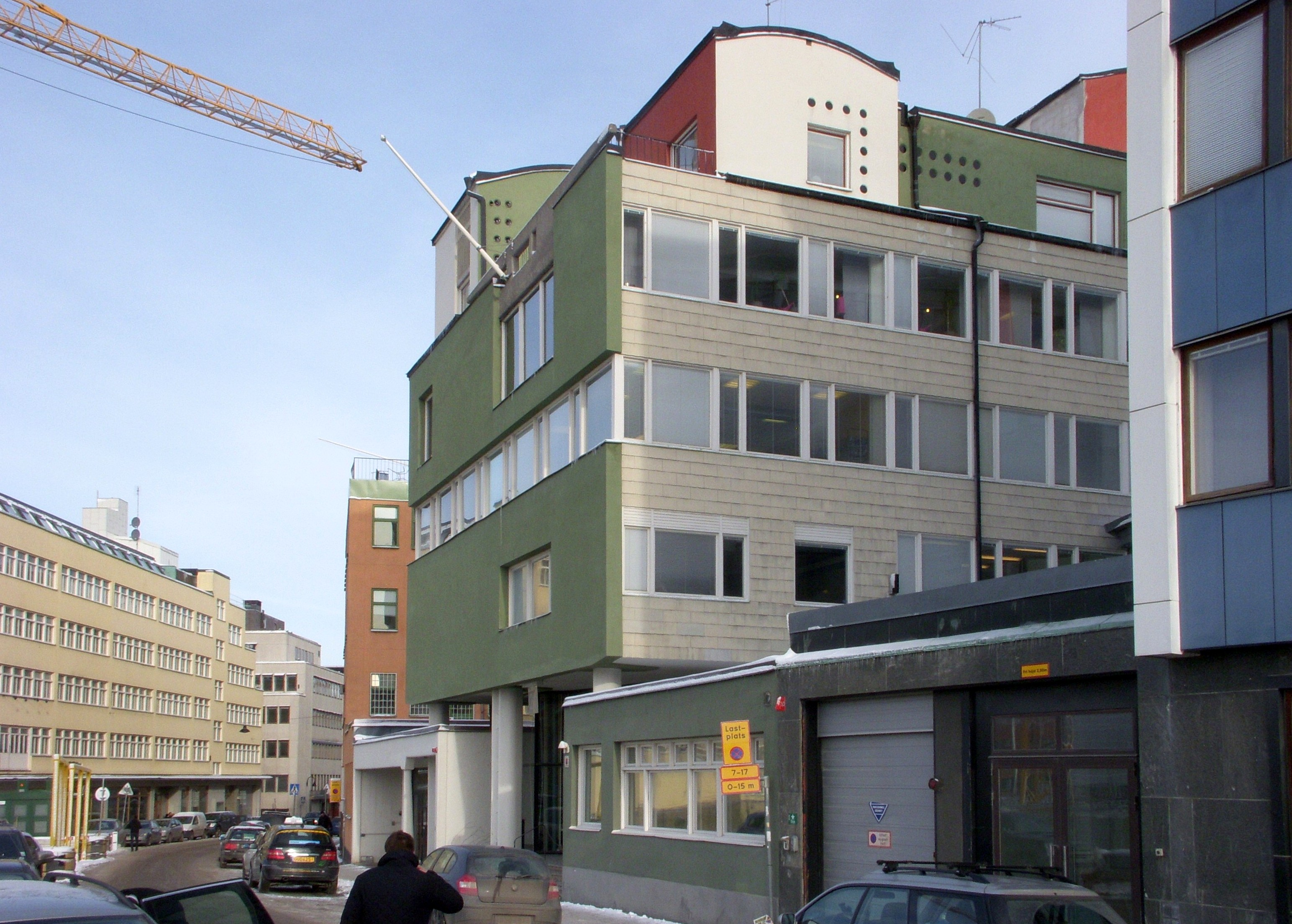
Gladan 7, Warfvinges väg 28.

Warfvinges väg är en gata i Stadshagen på västra Kungsholmen i Stockholm. 
Warfvinges väg fick sitt nuvarande namn 1925. Namnkategorin faller under ”framstående läkare”. Namnet härrör från den svenske läkaren Frans Wilhelm Warfvinge som kring sekelskiftet 1900 var verksam vid Sabbatsbergs sjukhus och som var dess förste direktör. En tidigare gata, Ulvstigen, uppgick 1925 i Warfvinges väg. Ulvstigen var tillsammans med bland annat Rosenstigen, Jägarstigen och Lärkstigen vägar i Hornsbergs villastad. Området stadsplanerades 1887 för en villastad men fick aldrig någon större framgång. Idag är Warfvinges väg omgiven av kontors- och affärshus. I kvarteret Lustgården, som gränser till gatans västra sida uppförs för närvarande (2012) ett nytt kontorshuskomplex.
En intressant byggnad finns i kvarteret Gladan 7 på Warfvinges väg 28. Byggnaden ritades av arkitekt Ralph Erskine och uppfördes mellan åren 1951 och 1953 med kosmetikföretaget Enequist, Holme & Co som beställare. Huset är ett exempel för en symbolisk funktionalism och Erskines sätt att ge anläggningens olika funktioner även olika formspråk. De tre funktionerna bestående av administration, produktion och försäljning symboliseras genom tre olikt gestaltade huskroppar. För administrationen använde Erskine strikta fönsterband,  som kan ses som en internationellt accepterad kod för kontor. Takets formgivning med flera mindre huskroppar och skulpturala, konstruktiva element symboliserar de övriga funktionerna. För närvarande (2012) finns bland annat Mikael Elias Teoretiska Gymnasium i byggnaden.